# Apache Superset
Apache Superset — открытое программное обеспечение для исследования и визуализации данных, ориентированное на большие данные.

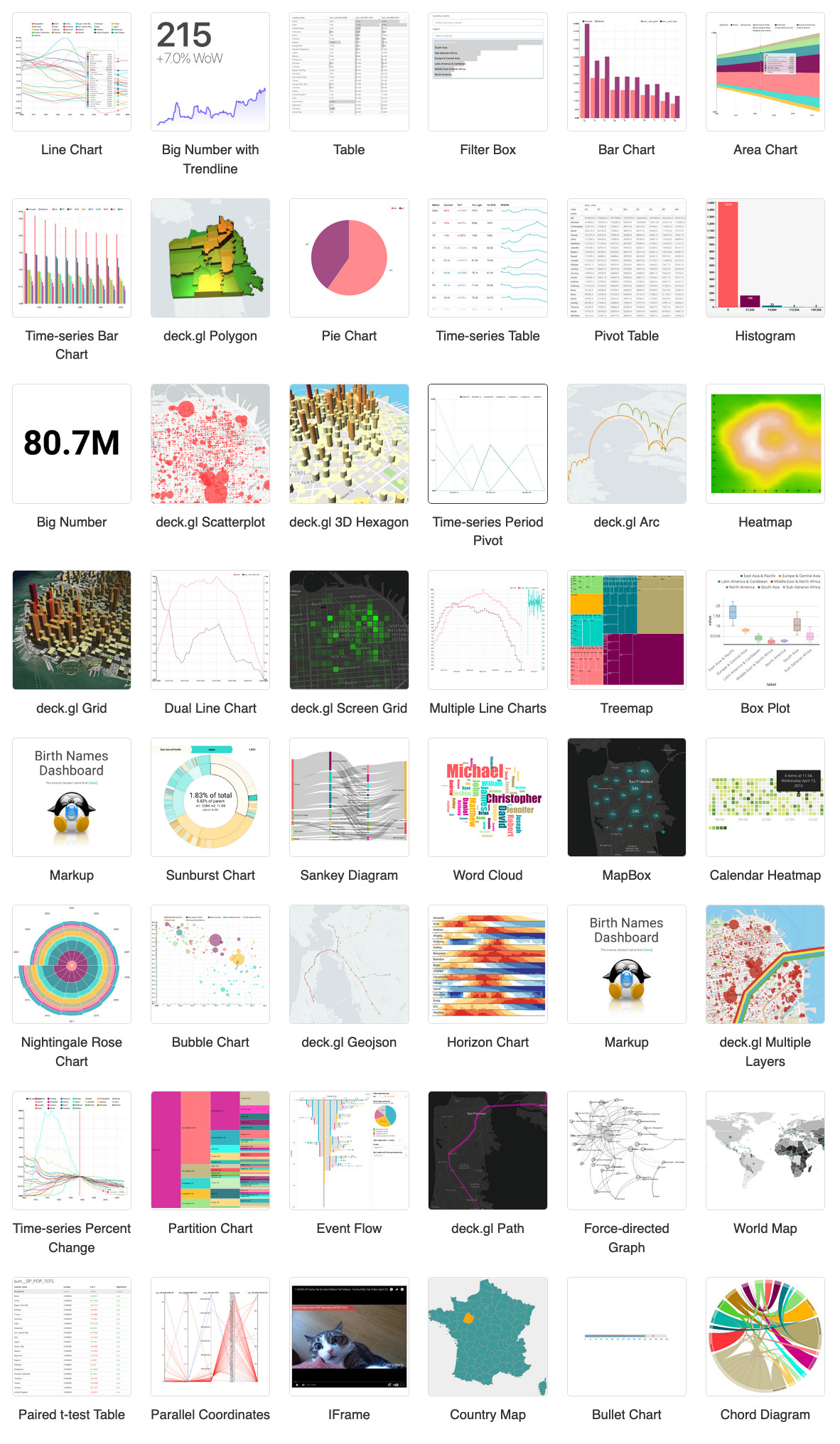
Типы визуализации в Superset

Разработан сотрудником Airbnb Максимом Бошменом (англ. Maxime Beauchemin), который также является одним из создателей Apache Airflow.
Вошёл в программу Apache Incubator в 2017 году. В дальнейшем, помимо Airbnb, в проект внесли значительный вклад компании Lyft и Dropbox. В 2021 году стал проектом высшего уровня в Apache Software Foundation.
Используется в Airbnb, Dropbox, Lyft, Netflix, Twitter; в MediaWiki используется в качестве основного инструмента продуктовой аналитики.
Основные возможности:
- визуализация данных — создание информационных панелей;
- аутентификация пользователей с использованием OpenID, LDAP, OAuth;
- интеграция с Apache ECharts;
- наличие семантического слоя[7];
- поддержка плагинов визуализации;
- совместимость с большинством SQL-ориентированных источников данных.